# Nanobio
Los nanobios son un tipo de estructuras filamentosas diminutas descubiertas en 1996 (publicada en 1998) por Uwins et al. (Universidad de Queensland, Australia) en algunas rocas y sedimentos. El término nanobio se utilizó para diferenciarlos de los microbios. 
A veces los nanobios se confunden con las llamadas nanobacterias, a pesar de que son entidades completamente diferentes. Las nanobacterias corresponderían a hipotéticas bacterias de muy pequeño tamaño, mientras que los nanobios son estructuras no relacionadas directamente con ningún otro tipo de organismo existente.

## Descripción
Los nanobios tendrían un tamaño de entre 20 y 150 nm de longitud, es decir, diez veces más pequeño que las bacterias más pequeñas conocidas, y tienen una morfología similar a las actinobacterias y algunos tipos de hongos. Actualmente existe un debate científico en relación con la naturaleza de estas estructuras o posibles formas de vida; ya que presentarían componentes típicos de los organismos vivos (carbono, oxígeno y nitrógeno), y otros no tan típicos como el silicio.
Los primeros nanobios fueron descubiertos en las profundidades de la corteza terrestre, muy por debajo de la plataforma continental de Australia y presentaban distintas morfologías, que presumiblemente algunos postulan que podrían corresponder a diferentes etapas de su ciclo vital.

## Teorías
Se han propuesto diversas teorías para explicar el origen de los nanobios:
- Estructura cristalina: Algunos investigadores creen que son solo los crecimientos de un cristal.

- Entidad semiviviente: Se diferenciarían de la vida en la misma forma que los virus y los viroides; o los antiguos protobiontes.

- Forma de vida: Podrían ser las menores representaciones conocidas de vida.

### Opiniones en la comunidad científica
- Opiniones en contra de una forma de vida: Los nanobios no tendrían el espacio suficiente para contener el material enzimático y genético esencial para sobrevivir. Un solo ribosoma tendría un tamaño mayor que los nanobios más pequeños, y el ancho de los nanobios es sólo diez veces mayor que el grosor de una hebra de ADN. Además, debido a sus características de tamaño, es muy probable que los experimentos presuntamente positivos de detección de ADN se deban a contaminaciones por otros microorganismos.

- Opiniones a favor de una forma de vida: En placas para cultivos microbiológicos, los nanobios crecen espontáneamente a temperatura ambiente, en presencia de oxígeno y sin ayuda de una célula huésped. Estudios dicen haber detectado ADN de nanobios y otras posibles biomoléculas consiguiendo resultados positivos. No serían de origen mineral inorgánico, ya que no presentarían minerales tales como sodio, potasio, aluminio, calcio o hierro. Los estudios afirman haber encontrado una "amorfa estructura de membrana", lo que señala que poseen un tipo de membrana plasmática que protege el material genético. Lo que indicaría que son un tipo de células desconocida y posiblemente una forma de vida desconocida. Los cultivos crecieron en pocas semanas con un aspecto de densas colonias de filamentos opacos, blancos, marrones o grises. Las fases de su ciclo vital eran similar a la de algunos hongos filamentosos.[4] Según los estudios los nanobios cumplirían con varias características que definen la vida como la reproducción autónoma, crecimiento, metabolismo o intercambio de energía, homeostasis, respuesta a estímulos y llevar la composición orgánica.[5] A pesar de ello no habido consenso sobre si son formas de vida o no, ya que la principal discrepancia de los científicos es su pequeño tamaño (150-20 nm) que no es lo suficientemente amplio para almacenar un genoma estable. Los nanobios pequeños solo podrían estar compuestos por 10 moléculas de ADN y ARN.[4] Sin embargo el tamaño nunca se ha definido como un atributo para la vida, por tanto es controversial. Tampoco se ha decidido si incluir a los nanobios como un cuarto dominio en el árbol filogenético de la vida, si es que merecen tal rango.

Además, John Baross miembro del Instituto de Astrobiología de la NASA, opina que, cuando el tamaño de un ser microscópico no es suficiente para almacenar un genoma completo, podría hipotéticamente ocurrir que sus genes estuvieran repartidos entre muchas unidades de "células" individuales, que vivieran en forma de colonias y colaboraran entre sí para permitir la existencia de esa colonia (mutualismo). Este tipo de comunidades se asemejarían a las primeras formas de vida o semivida (protobiontes) que se ha especulado que podrían haber existido durante las primeras etapas del origen de la vida. Simulaciones por ordenador de vida artificial han demostrado que este tipo de colonias, llamadas macroorganismo, serían biológicamente estables y viables.